# 公共政策硕士
公共政策硕士（英語：Master of Public Policy，MPP）是公共政策的硕士级专业学位，在公共政策学院提供政策分析和项目评估方面的培训。公共政策硕士侧重于对公共政策相关问题及其相关决策过程进行系统分析，包括对经济和政治因素在公共决策和政策制定中的作用的培训；政策选项和问题的微观经济分析；资源配置和决策建模；成本/收益分析；统计方法；以及对特定公共政策主题的各种应用。獲得公共政策硕士學位者在国际、国家、省级和地方各级公共部门和私营部门任职或曾任职。
公共行政硕士（MPA）的关注点更广泛，强调公共服务组织的管理和行政，而公共政策硕士（MPP）的关注点更窄，以政策问题的分析和解决方案的设计为中心。

## 公共政策碩士與公共管理碩士
隨著時間推移，公共政策碩士（MPP）與公共管理碩士（MPA）課程內容在許多方面逐漸重疊，因為政策分析師與計畫評估者若能理解公共管理，反之亦然，將更有助益。
如今，許多MPA和MPP課程的核心課程相似，MPA課程也包含政策分析訓練，MPP課程也涵蓋計畫執行相關課程。然而，MPP課程仍較重視政策分析、研究與評估，MPA課程則更著重於公共政策的執行，以及設計有效的計畫和專案以達成政策目標。鑑於課程與內容的重疊，一些大學已開始提供合併的MPAP或MPPA學位，即公共管理與政策碩士或公共政策與管理碩士。有些院校將「公共政策」視為總括性名詞，涵蓋多種課程，如MPA及針對特定領域（例如調查研究或非營利研究）的相關學位。
兩者之間的主要差異如下：
- 學位範疇：MPA著重於公共服務組織的管理與行政，範圍較廣；而MPP專注於政策議題的分析及解決方案設計，範圍較窄[5]。
- 課程內容：MPA課程通常強調管理與行政，如預算編制、人事管理及公共法規；MPP課程則較重視政策分析、政治理論及研究方法。
- 職業機會：擁有MPA學位者可在政府或非營利組織中擔任多元角色，而MPP學位持有者則較可能從事政策導向的職務。
- 研究所深造：MPA學位常被視為進入法律學院或公共衛生管理等研究所的跳板；相比之下，MPP學位提供的進修機會較少。
- 費用：因為課程較多且學制較長，MPA課程的費用通常高於MPP課程。

## 跨學科課程
多年來，公共政策碩士（MPP）課程越來越採用跨學科方式，結合經濟學、社會學、人類學、政治學及區域規劃等領域。一般而言，MPP課程的核心內容包括微觀經濟學、公共財政、研究方法、統計與進階數據分析、質性研究、人口方法、政策過程政治學、政策分析、倫理學、公共管理、都市政策與地理資訊系統（GIS）、計畫評估等。
這些課程旨在使MPP畢業生具備高階經濟分析、政治分析、倫理分析、數據分析、管理與領導等技能與知識。根據興趣不同，MPP學生可專注於多種政策領域，包括都市政策、全球政策、社會政策、健康政策、能源與環境政策、非營利管理、交通運輸、經濟發展、教育、資訊科技及人口研究等。